# Sáta megállóhely
Sáta megállóhely egy megszűnt egyvágányos magyarországi vasúti megállóhely Borsod-Abaúj-Zemplén vármegyében, Sáta településen. A 87-es Eger-Putnok vasútvonalon helyezkedett el Csokvaomány megállóhely és Kiskapud megállóhely közt. Fizikailag a belterület déli széle közelében helyezkedett el, egykori helye a nyugati falurész főutcájától, a 2522-es útról a polgármesteri hivatalnál letérve, az Arany János, majd a Báthory utcán érhető el.
Tőle nem messze északnyugatra található a 190 méter hosszú Ladány-völgyi alagút is, ami még ma is épen áll.

## Járművek
Erre általában Bzmot motorkocsik vagy MDmot motorvonatok közlekedtek, de ritkán előfordultak az M43-asok is.

## Története
Az első sátai megállóhelyet (eredeti nevén Nekézseny-Sáta megállóhelyet) a Helyi Érdekű Vasút III. típustervei alapján készítették, 1907 és 1908 között. 1910. január 5-én létesült Sáta megálló, ami a mai sátai megállóhelynek felelt meg. A pálya és az állomás 1947 és 1949 között felújításon esett át. A Nekézseny-Sáta megállót 1952-ben átnevezték Csokvaomány megállóhely névre.
2006-ra a pálya állapota már nagyon leromlott a megálló is kezdett egyre romosabb lenni, így a vonatok már csak 40km/h-val közlekedhettek a korábbi 60km/h helyett. Az utolsó vonat ezen a szakaszon a 2009. december 12-i, hivatalos lezárási dátum után egy nappal haladt el. Azóta nemcsak a megálló, de annak környéke is elhanyagolt: régi házak állnak lakatlanul, romosan, a pályát pedig a gaz nőtte be.

## Vasútvonalak
A megállóhelyet az alábbi vasútvonalak érintik:
Eger–Putnok-vasútvonal
A következő táblázatban a lezárás előtt közlekedő vonatokkal kapcsolatos információk találhatók.
| útvonal             | típus        | gyakoriság                 |
| Szilvásvárad-Putnok | személyvonat | napi 2 pár (nyáron napi 4) |

Nyáron napi 4 pár vonat közlekedett, mert ilyenkor sok turista jött vonattal errefelé.